# Антоан де Вил
Антоан Девил (фр. Antoine de Ville; 1596-1657) је био француски фортификатор.

## Биографија
Учесник је бројних тврђавских војни које је Француска водила. Познат је и као обнављач заузетих тврђава. Његова дела имала су великог утицаја на развој фортификације у Француској. Био је присталица новије италијанске фортификацијске школе. Није прихватао крутост њене трасе. Позната је његова максима: „При изградњи тврђава треба затворити очи, а одрешити кесу“. 